# Benito Pigato
Benito Pigato (San Martino di Venezze, Província de Rovigo, 14 de març de 1944) va ser un ciclista italià. Va guanyar dues medalles de bronze als Campionats del món en contrarellotge per equips de 1967 i 1968.